# آنا سويل
آنا سويل (بالإنجليزية: Anna Sewell)‏ (30 مارس 1820 - 25 أبريل 1878) هي كاتبة بريطانية، معروفة بروايتها الشهيرة الحصان الأسود التي نشرت سنة 1877.

## حياتها

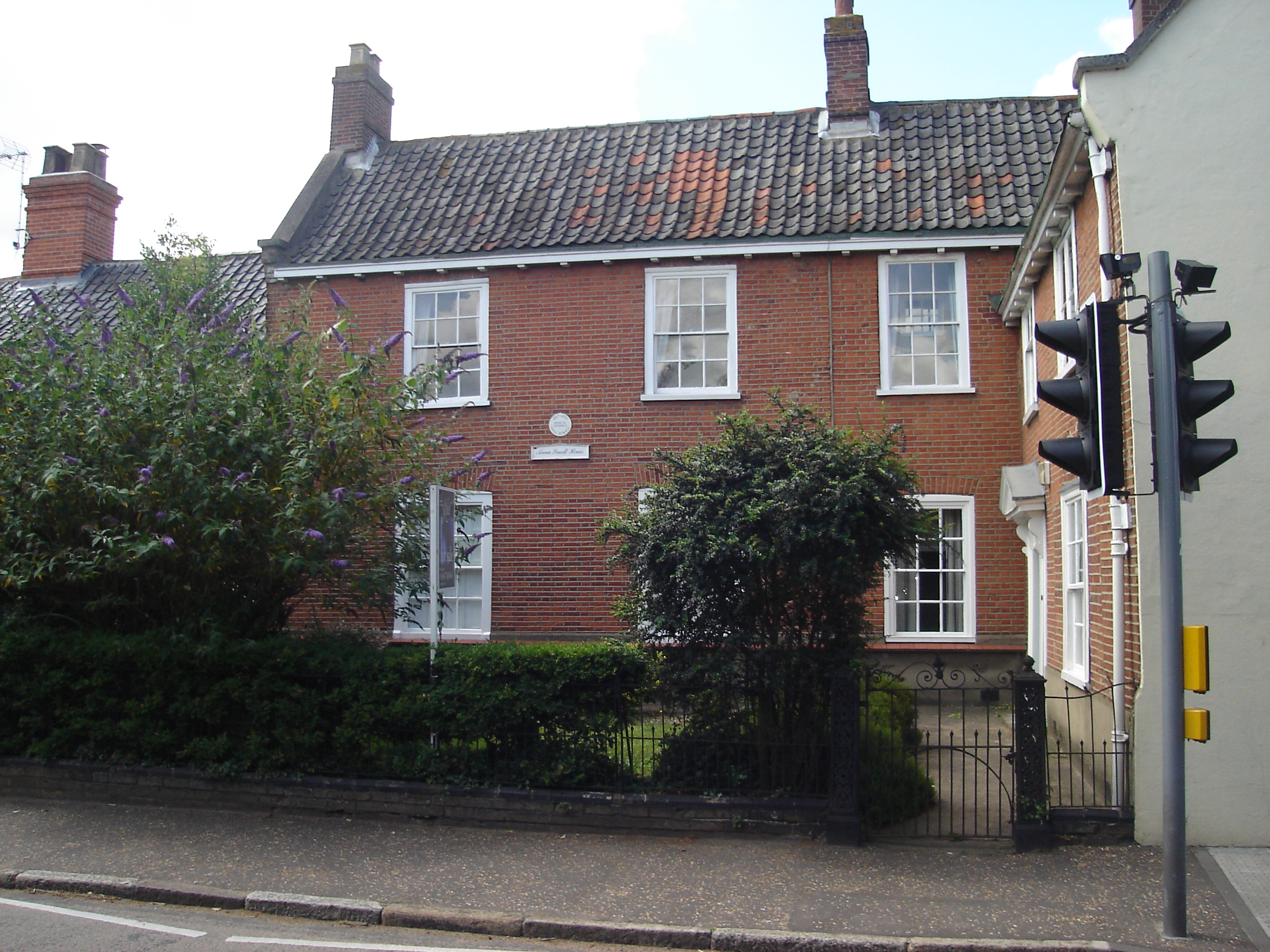
منزل آنا سويل في مدينة نورفليك، مقاطعة اولدكاتون، بريطانيا.

اشتهرت والدة آنا بالكتابة في مجال قصص الأطفال، حيث ساهمت آنا سويل في تحرير مخطوطات والدتها وهي في سن مبكرة. إلا أنها لم تنشر أيا من كتاباتها الخاصة قبل بلوغها الـ57 من عمرها.
وتعتبر قصة الجمال الأسود أو الحصان الأسود أول قصة أطفال باللغة الإنجليزية تركز على شخصيات الحيوانات، ومهدت الطريق من بعدها لأعداد لا حصر لها من الأعمال المشابهة.
وقد تأثرت سويل كثيراً بطرق المعاملة القاسية التي كان يستخدمها بعض الأسياد في عصرها مع خيولهم. فكتبت سويل كتابها لتستدرالعطف والشفقة والمعاملة الطيبة للخيول.
فقصة الحصان الأسود والتي تُروى على لسان الحصان بطل القصة، تتناول المراحل المختلفة بحياته من خلال مروره على سلسلة من الأسياد غلاظ القلوب. حتى تنهكه تماماً سوء المعاملة وينهار. ولكنه في النهاية يتم إنقاذه من خلال مالكه الجديد الطيب. كتبت سويل قصتها خلال السبع السنوات الأخيرة من عمرها، عندما أصبحت حبيسة منزلها بسبب المرض. وتم نشرها قبل وفاتها في عام 1878 بوقت قصير. وأصبحت من أهم وأحب كلاسيكيات الأطفال في كل العصور، وتحولت إلى فيلم سينمائي ثلاث مرات.

## وصلات خارجية
- آنا سويل على موقع IMDb (الإنجليزية)
- آنا سويل على موقع الموسوعة البريطانية (الإنجليزية)
- آنا سويل على موقع ميوزك برينز (الإنجليزية)
- آنا سويل على موقع أول موفي (الإنجليزية)
- آنا سويل على موقع قاعدة بيانات الأفلام السويدية (السويدية)
- آنا سويل على موقع ديسكوغز (الإنجليزية)
- آنا سويل على موقع قاعدة بيانات الفيلم (الإنجليزية)
- آنا سويل على موقع كينوبويسك (الروسية)

- Works written by or about آنا سويل at ويكي مصدر
- مؤلفات Anna Sewell في مشروع غوتنبرغ
- أعمال أو نبذة عن آنا سويل على أرشيف الإنترنت
- أعمال آنا سويل في ليبري فوكس